# Ede Centrum vasútállomás
Ede Centrum vasútállomás Hollandiában, Ede községben.

## Vasútvonalak
Az állomást az alábbi vasútvonalak érintik:
- Nijkerk–Ede-Wageningen-vasútvonal

## Kapcsolódó állomások
A vasútállomáshoz az alábbi állomások vannak a legközelebb:
- Lunteren vasútállomás
- Ede-Wageningen vasútállomás